# Bundestagswahl 1980
- SPD: 228
- CDU/CSU: 237
- FDP: 54

- Regierung: 282
(SPD, FDP)
- Opposition: 237

- Regierung: 291
(CDU/CSU, FDP)
- Opposition: 228

Die Bundestagswahl 1980 fand am 5. Oktober 1980 statt. Bei der Wahl zum 9. Deutschen Bundestag wurde die sozialliberale Koalition unter Bundeskanzler Helmut Schmidt (SPD) bestätigt. Auf Platz 1 landete abermals die Union, diesmal mit Spitzenkandidat Franz Josef Strauß (CSU), die jedoch gegenüber der Wahl 1976 (Helmut Kohl CDU) Verluste erlitt, während die FDP zulegte und die Kanzlerpartei SPD stabil blieb. Die neu gegründeten Grünen erzielten über 1 %.

## Hintergrund

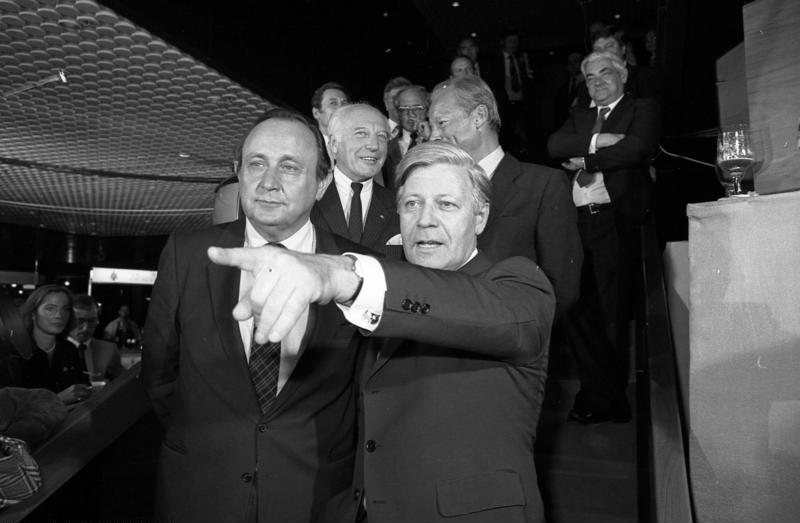
Bundeskanzler Schmidt, Vize-Kanzler Genscher, Walter Scheel und Willy Brandt auf der Wahlparty im Bundeskanzleramt

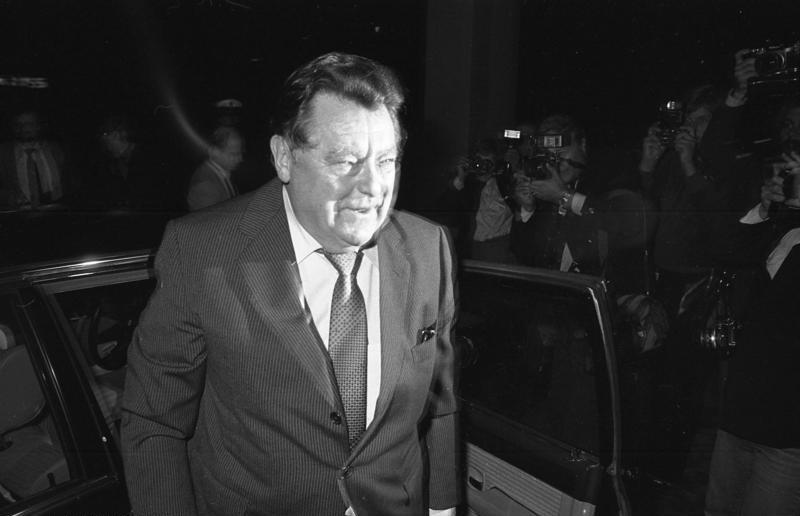
Franz Josef Strauß auf dem Weg zur Wahlparty der CDU im Konrad-Adenauer-Haus

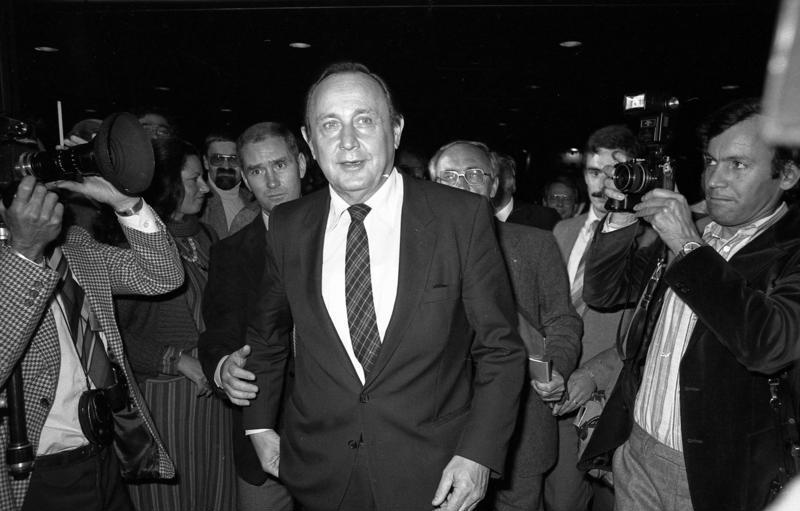
Hans-Dietrich Genscher auf der Wahlparty im Bundeskanzleramt

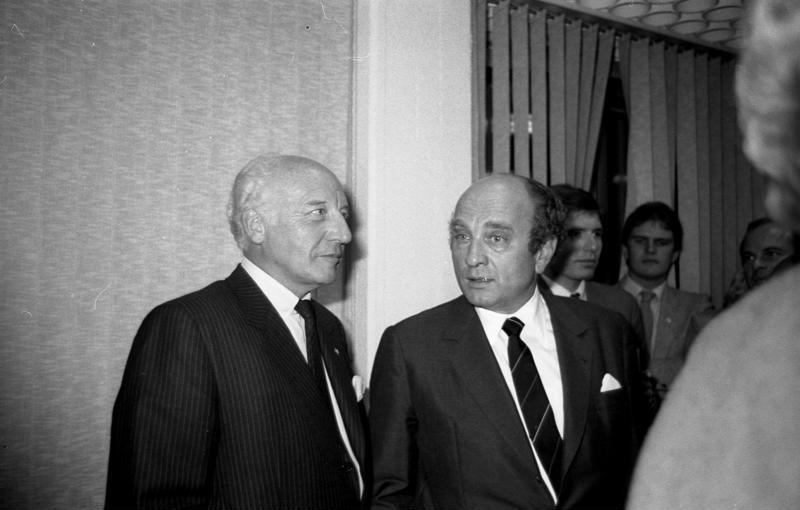
Walter Scheel und Otto Graf Lambsdorff

Am 24. Mai 1979 gab der damalige bayerische Ministerpräsident und CSU-Vorsitzende Franz Josef Strauß bekannt, als Kanzlerkandidat beider Unionsparteien zur Verfügung zu stehen. Die Aufforderung zur Kandidatur sei auch von CDU-Politikern an ihn herangetragen worden, erklärte Strauß. Am 28. Mai 1979 sprach sich der CDU-Bundesvorstand für den niedersächsischen Ministerpräsidenten Ernst Albrecht aus. Der CDU-Vorsitzende Helmut Kohl hatte zuvor auf eine erneute Kandidatur verzichtet. Die CSU reagierte daraufhin verstimmt und kritisierte die Form der Benennung durch die CDU. Nach wochenlangen öffentlichen Auseinandersetzungen wählte die CDU/CSU-Bundestagsfraktion am 2. Juli 1979 in geheimer Abstimmung Franz Josef Strauß zum gemeinsamen Kanzlerkandidaten. Er erhielt 135 der 237 anwesenden Abgeordnetenstimmen (57 %); 102 Abgeordnete stimmten für Ernst Albrecht (43 %).
Danach folgte ein ausgesprochen emotionsgeladener Wahlkampf, der sich sehr schnell auf die Auseinandersetzung zwischen dem amtierenden Kanzler Helmut Schmidt und seinem Herausforderer konzentrierte.
Für die sozialliberale Koalition wirkte sich das stark polarisierende Bild des Unionskandidaten positiv aus, wobei hiervon insbesondere die FDP mit 10,6 % der Zweitstimmen profitierte, während die SPD eher stagnierte. Auf die Frage, ob er die Sozialliberale Koalition auf weitere vier Jahre fortzusetzen gedenke, sagte FDP-Chef Hans-Dietrich Genscher in der Wahlnacht in der Bonner Runde: „Ja, man macht’s ja nicht für drei Monate.“
Im Wahlkampf thematisiert wurden unter anderem die gewalttätigen Proteste bei einem Feierlichen Gelöbnis der Bundeswehr am 6. Mai 1980 in Bremen, welche erhebliche innerparteiliche Konflikte um die Sicherheitspolitik innerhalb der SPD offenlegten. Im sehr hart geführten Wahlkampf selbst kam es ebenfalls in Bremen zu Ausschreitungen bei einer Kundgebung von Franz Josef Strauß. Wenige Tage vor der Wahl wurde zudem ein Anschlag auf das Oktoberfest in München verübt.
Die im selben Jahr gegründeten Grünen kandidierten erstmals auf Bundesebene und erhielten dabei 1,5 %.

## Amtliches Endergebnis
| Listen                       | Listen                                              | Erststimmen | Erststimmen | Erststimmen | Erststimmen | Zweitstimmen | Zweitstimmen | Zweitstimmen | Zweitstimmen | Mandate | Mandate | Berliner Abg. |
| Listen                       | Listen                                              | Stimmen     | %           | +/-         | Mandate     | Stimmen      | %            | +/-          | Mandate      | Anzahl  | +/-     | Berliner Abg. |
| ---------------------------- | --------------------------------------------------- | ----------- | ----------- | ----------- | ----------- | ------------ | ------------ | ------------ | ------------ | ------- | ------- | ------------- |
|                              | Sozialdemokratische Partei Deutschlands (SPD)       | 16.808.861  | 44,5        | +0,8        | 127         | 16.260.677   | 42,9         | +0,3         | 91           | 218     | +4      | 10            |
|                              | Christlich Demokratische Union Deutschlands (CDU)   | 13.467.207  | 35,6        | –2,6        | 81          | 12.989.200   | 34,2         | –3,7         | 93           | 174     | –16     | 11            |
|                              | Freie Demokratische Partei (FDP)                    | 2.720.480   | 7,2         | +0,8        | –           | 4.030.999    | 10,6         | +2,7         | 53           | 53      | +14     | 1             |
|                              | Christlich-Soziale Union in Bayern (CSU)            | 3.941.365   | 10,4        | –0,2        | 40          | 3.908.459    | 10,3         | –0,3         | 12           | 52      | –1      | –             |
|                              | Die Grünen (GRÜNE)                                  | 732.619     | 1,9         | N/A         | –           | 569.589      | 1,5          | N/A          | –            | –       | –       | –             |
|                              | Deutsche Kommunistische Partei (DKP)                | 107.158     | 0,3         | –0,2        | –           | 71.600       | 0,2          | –0,1         | –            | –       | –       | –             |
|                              | Nationaldemokratische Partei Deutschlands (NPD)     | –           | –           | –0,4        | –           | 68.096       | 0,2          | –0,1         | –            | –       | –       | –             |
|                              | Die Bürgerpartei                                    | 507         | 0,0         | N/A         | –           | 11.256       | 0,0          | N/A          | –            | –       | –       | –             |
|                              | Volksfront gegen Reaktion, Faschismus und Krieg (V) | 7.160       | 0,0         | N/A         | –           | 9.319        | 0,0          | N/A          | –            | –       | –       | –             |
|                              | Kommunistischer Bund Westdeutschland (KBW)          | 12.008      | 0,0         | ±0,0        | –           | 8.174        | 0,0          | ±0,0         | –            | –       | –       | –             |
|                              | Europäische Arbeiter-Partei (EAP)                   | 4.992       | 0,0         | ±0,0        | –           | 7.666        | 0,0          | ±0,0         | –            | –       | –       | –             |
|                              | Christliche Bayerische Volkspartei (CBV)            | –           | –           | ±0,0        | –           | 3.946        | 0,0          | ±0,0         | –            | –       | –       | –             |
|                              | Deutsche Union (DU)                                 | 421         | 0,0         | –           | –           | –            | –            | –            | –            | –       | –       | –             |
|                              | Unabhängige Arbeiter-Partei (UAP)                   | 159         | 0,0         | ±0,0        | –           | –            | –            | ±0,0         | –            | –       | –       | –             |
|                              | Deutsche Freiheits-Partei (DFP)                     | 96          | 0,0         | N/A         | –           | –            | –            | N/A          | –            | –       | –       | –             |
|                              | Wählergruppen/Einzelbewerber                        | 3.498       | 0,0         | ±0,0        | –           | –            | –            | –            | –            | –       | –       | –             |
| Gesamt                       | Gesamt                                              | 37.806.531  | 100         |             | 248         | 37.938.981   | 100          |              | 249          | 497     | +1      | 22            |
|                              |                                                     |             |             |             |             |              |              |              |              |         |         |               |
| Ungültige Stimmen            | Ungültige Stimmen                                   | 485.645     | 1,3         | ±0,0        |             | 353.195      | 0,9          | ±0,0         |              |         |         |               |
| Wähler                       | Wähler                                              | 38.292.176  | 88,6        | –2,2        |             | 38.292.176   | 88,6         | –2,2         |              |         |         |               |
| Wahlberechtigte              | Wahlberechtigte                                     | 43.231.741  |             |             |             | 43.231.741   |              |              |              |         |         |               |
|                              |                                                     |             |             |             |             |              |              |              |              |         |         |               |
| Quelle: Der Bundeswahlleiter |                                                     |             |             |             |             |              |              |              |              |         |         |               |

- Überhangmandate: 1 (SPD).

### Ergebnisse in den Bundesländern

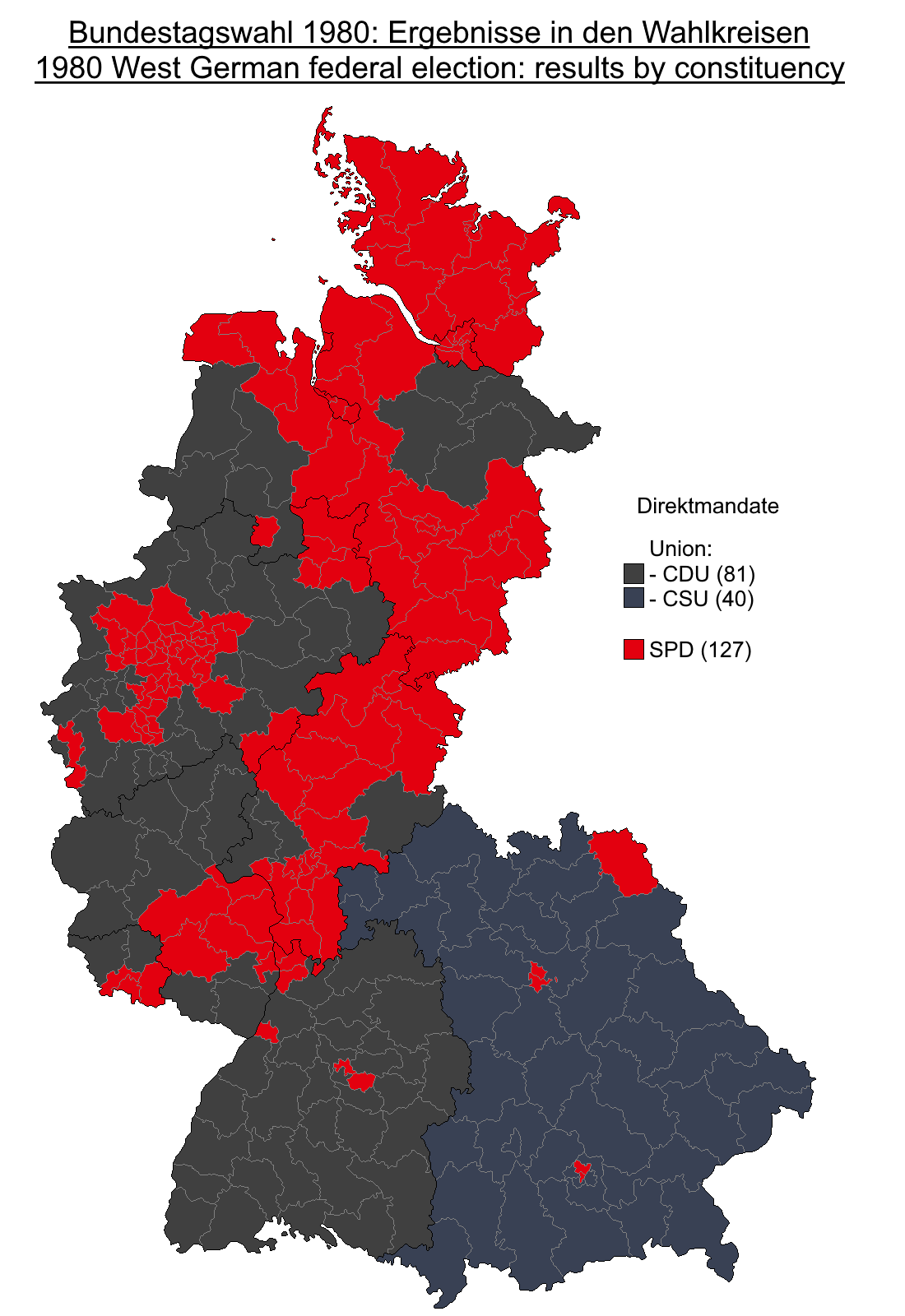
Erststimmenmehrheiten in den Wahlkreisen:
SPD
CDU/CSU

| Bundesland          | Wahl- berechtigte | Wähler     | Wahl- beteiligung | CDU/CSU | CDU/CSU | SPD  | SPD   | FDP  | FDP   | Grüne | Grüne |
| Bundesland          | Wahl- berechtigte | Wähler     | Wahl- beteiligung | Erst    | Zweit   | Erst | Zweit | Erst | Zweit | Erst  | Zweit |
| ------------------- | ----------------- | ---------- | ----------------- | ------- | ------- | ---- | ----- | ---- | ----- | ----- | ----- |
| Baden-Württemberg   | 06.370.535        | 05.518.062 | 86,6              | 50,8    | 48,5    | 38,7 | 37,2  | 07,8 | 12,0  | 2,5   | 1,8   |
| Bayern              | 07.827.420        | 06.854.780 | 87,6              | 58,4    | 57,6    | 33,4 | 32,7  | 06,1 | 07,8  | 1,8   | 1,3   |
| Bremen              | 00.523.161        | 00.459.208 | 87,8              | 30,3    | 28,8    | 53,9 | 52,5  | 11,4 | 15,1  | 3,5   | 2,7   |
| Hamburg             | 01.253.335        | 01.113.199 | 88,8              | 32,4    | 31,2    | 54,8 | 51,7  | 09,5 | 14,1  | 2,5   | 2,3   |
| Hessen              | 04.001.747        | 03.598.071 | 89,9              | 41,9    | 40,6    | 48,5 | 46,4  | 07,0 | 10,6  | 2,2   | 1,8   |
| Niedersachsen       | 05.363.576        | 04.790.833 | 89,3              | 41,5    | 39,8    | 48,8 | 46,9  | 07,3 | 11,3  | 2,1   | 1,6   |
| Nordrhein-Westfalen | 12.374.314        | 11.008.682 | 89,0              | 42,1    | 40,6    | 48,5 | 46,8  | 07,3 | 10,9  | 1,7   | 1,2   |
| Rheinland-Pfalz     | 02.759.777        | 02.480.763 | 89,9              | 47,2    | 45,6    | 44,1 | 42,8  | 06,8 | 09,8  | 1,6   | 1,4   |
| Saarland            | 00.829.768        | 00.752.025 | 90,6              | 43,7    | 42,3    | 50,0 | 48,3  | 05,4 | 07,8  | 0,3   | 1,1   |
| Schleswig-Holstein  | 01.928.108        | 01.716.553 | 89,0              | 40,7    | 38,9    | 49,7 | 46,7  | 07,8 | 12,7  | 1,4   | 1,4   |

## Konsequenz
| Mögliche Koalitionen | Sitze |
| -------------------- | ----- |
| Sitze gesamt         | 519   |
| voll stimmberechtigt | 497   |
| Zweidrittel-Mehrheit | 332   |
| Union, SPD           | 465   |
| Absolute Mehrheit    | 249   |
| Union, FDP           | 291   |
| SPD, FDP             | 282   |

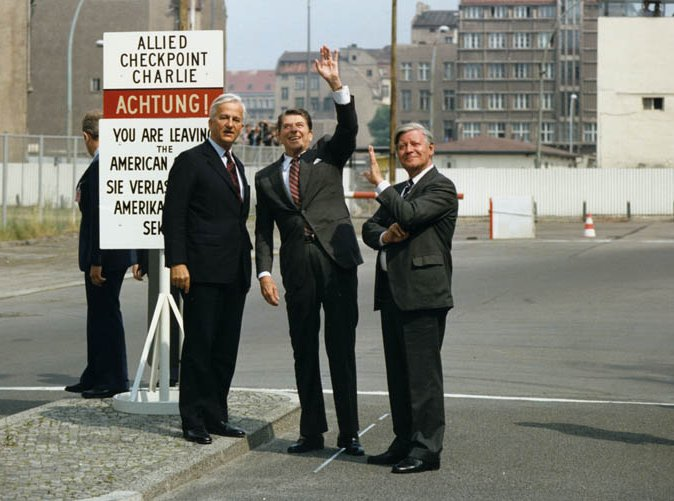
Richard von Weizsäcker, Ronald Reagan und Helmut Schmidt (1982)

Die FDP schloss eine Schwarz-Gelbe Koalition unter Franz Josef Strauß aus, so wählte der 9. Deutsche Bundestag am 5. November Helmut Schmidt zum Bundeskanzler, tags darauf wurde das Kabinett Schmidt III vereidigt.
Strauß blieb Ministerpräsident des Freistaates Bayern. Nach dieser Niederlage hatte sich Helmut Kohl innerhalb der Unionsparteien endgültig gegen Strauß durchgesetzt.
Die sozialliberale Koalition hielt nur noch knapp zwei Jahre. Im Herbst 1982 wechselte die FDP in der so genannten Wende den Koalitionspartner. Helmut Schmidt forderte die Opposition am 17. September 1982 nach dem Kabinettsrückzug der FDP zur Stellung eines Antrags zur Durchführung eines konstruktiven Misstrauensvotums auf, durch das am 1. Oktober Helmut Kohl zum Kanzler gewählt wurde. Obwohl die Redner der neuen Regierungsparteien in der Aussprache betont hatten, auf diese Weise auf eine Neuwahl verzichten zu wollen, verständigten sich CDU/CSU und FDP kurz darauf aufgrund der guten Umfragen für die Union und trotz der desaströsen Umfragen für die FDP auf die Durchführung von vorgezogenen Neuwahlen, die von Kohl am 17. Dezember 1982 durch eine bewusst verlorene Vertrauensfrage ausgelöst wurden. Die absolute Mehrheit erreichte die CDU nicht und die FDP schaffte den Wiedereinzug, so dass es auch nach der Neuwahl bei derselben Regierung mit nur einem Ministerwechsel von FDP zu CDU/CSU blieb. Diese Konstellation sollte 16 Jahre halten. Der Fraktionsvorsitzende der Sozialdemokratischen Partei Deutschlands, Herbert Wehner sagte den Sozialdemokraten kurz vor dem Bruch der sozialliberalen Regierung bereits diese lange Abstinenz von der Regierungsmacht in Bonn voraus.